# Серра-да-Эштрела (сыр)
Серра-да-Эштрела (Queijo Serra da Estrela) — сорт сыра, который производят в области Серра-да-Эштрела, в Португалии. При изготовлении этого сыра придерживаются очень строгих правил, и область его производства ограничена муниципалитетами Нелаш, Мангуалди, Селорику-да-Бейра, Тондела, Говейя, Пеналва-ду-Каштелу, Форнуш-де-Алгодреш, Каррегал-ду-Сал и т. д.
Этот сорт сыра изготавливают из овечьего молока с ноября по март. Сыр созревает, по крайней мере, тридцать дней. По мере созревания он становится более мягким и густым.